# Great Western Tiers
Die Great Western Tiers (dt.: Große Westliche (Fels)stufen) sind ein Gebirge im Zentrum des australischen Bundesstaates Tasmanien. Sie schließen das zentrale Hochland nach Nordosten ab.
Das Gebirge erstreckt sich vom Western Bluff bei der Kleinstadt Mole Creek nach Südosten, südlich der Siedlung Meander und nördlich des Great Lake bis etwa 25 km westlich von Campbell Town und dem Macquarie River. Die Nordwest-Südost-Ausdehnung beträgt etwa 90 km. Der höchste Berg ist der Ironstone Mountain mit 1.444 m Seehöhe.
Die Great Western Tiers bilden die Grenze zwischen den fruchtbaren Tälern des östlichen Tasmaniens und dem hohen, felsigen, wenig bewohnten und unfruchtbaren Zentralplateau.
Nach ihnen wurde die Great Western Tiers Tourist Route benannt, die entlang des Bass Highway ausgeschildert ist.

## Gipfel
Folgende Gipfel gehören zu den Great Western Tiers:
- Mount Blackwood
- Blue Peaks
- Bradys Lookout
- Drys Bluff
- Fisher Bluff
- Mount Franklin
- Ironstone Mountain
- Millers Bluff
- Mother Cummings Peak
- Neals Bluff
- Panorama Hill
- Mount Parameer
- Quamby Bluff
- Western Bluff
- Wild Dog Tier